# Aurel Codoban
Aurel Teodor Codoban (n. 1948, Negreni, județul Cluj (interbelic)) este un eseist și filosof român, specializat în structuralismul francez, semiologie, hermeneutică și filosofia religiilor, membru corespondent al Academiei Române. De la începutul anilor 2000 s-a impus și ca un specialist în comunicare interpersonală și de gen, fiind recunoscut la nivelul diferitelor instituții (juridice), ONG și mass-media.

## Biografie

### Educație și activitate profesională
A absolvit Facultatea de Istorie și Filosofie a Universității Babeș–Bolyai din Cluj-Napoca, în anul 1972, cu o lucrare de licență intitulată „Sociologia operei de artă”. În anul 1984 a primit titlul de doctor în Filosofie cu teza „Structuralismul francez și problemele culturii”. Din 1993 este profesor la Universitatea Babeș-Bolyai (unde a fost timp de mai multi ani șeful Departamentului de Filosofie) și la Universitatea Creștină Dimitrie Cantemir. A beneficat de burse de cercetare postuniversitare (DAAD, Soroș și Bursa Ministrului Francez de Externe), a efectuat stagii de documentare în Danemarca, Olanda și a fost profesor invitat la CEU, Budapesta, în perioada aprilie-iunie 2006.
A fost invitatul special trei ani convecutiv (2013-2015) al Galei Excelenței în Mediere ce s-a desfășurat la Cluj-Napoca.
Este Director academic SACRI (Societatea Academica de Cercetare a Religiilor și Ideologiilor) din anul 2002( www.sacri.ro), iar din 2006 ocupă funcția de Vicepreședinte al AROSS (Asociația română de studii semiotice), afiliată la IASS-AIS (asociația internațională a semioticienilor).
Adunarea Generală a Academiei Române, întrunită în sesiunea din 20 martie 2024, a decis, prin vot secret, alegerea unui număr de trei membri corespondenți, printre care se numără și Aurel Teodor Codoban.

### Cursuri universitare
- Teoria semnelor și interpretării (Semiologie), Comunicare de gen, Corp și comunicare, Comunicarea în modernitatea târzie, Semiotică gestuală, Comunicare și negociere în afaceri.

### Suporturi de curs
- Filosofie - suport de curs, CFCID Psihologie, UBB Cluj, 1999, ediție revăzută și extinsă în 2000;
- Teoria semnelor și interpretării -suport de curs, CFCID Filosofie, UBB Cluj, 2000.
- Gesturi, vorbe și minciuni: mic tratat de semiotica gestuală extinsă și aplicată, Eikon, Cluj-Napoca, 2014

## Premii și distincții
- Premiul Academiei Române (Constantin Rădulescu-Motru) pe anul 1998 (acordat în decembrie 2000) pentru Sacru și ontofanie, Editura Polirom, Iași, 1998, p. 197
- Premiul Pentru cartea de filosofie a anului a Fundației Culturale Dacia, (Semn și interpretare. O introducere postmodernă în semiologie și hermeneutică, Ed. "Dacia",Cluj-Napoca, 2001)
- Premiul Journal for the Study of Religions and Ideologies pe anul 2002 (Pentru Filosofia Comunicarii)
- Premiul Universității Babeș-Bolyai pe anul 2004 pentru lucrarea Amurgul iubirii, Idea Design and Print, Cluj-Napoca, 2004

## Membru în organisme științifice
- Director al colecției "Academos" la Editura "Dacia", Cluj-Napoca, 1998 – prezent
- Membru în Colegiul redacțional al Revistei de Filosofie, 2001- prezent
- Membru în Colegiul redacțional al Revistei „Piața Literară”, 2001- prezent
- Membru în Colegiul redacțional al Revistei „Tribuna”, 2003 – prezent
- Membru în Colegiul științific al Revistei Hermenei,a 2003 – prezent
- Membru în Colegiul redacțional al Revistei Fabrica de cărți, 2004 – prezent
- Membru în Colegiul redacțional al Revistei La Pansée libre, 2006
- Membru în Consiliul redacțional STUDIA EPHEMERIDES
- Membru în Consiliul redacțional STUDIA PHILOSOPHIA
- Membru corespondent al Academiei Române, din 2024

## Cărți

### Volume de autor
- Repere și Prefigurări, Ed. "Dacia", Cluj-Napoca, 1982, 270 p.
- Structura semiologică a structuralismului, Ed. "Dacia", Cluj-Napoca, 1984, 399 p.
- Filosofia ca gen literar, Ed. "Dacia", Cluj-Napoca, 1992, 172 p., ediția a a II-a revăzută și adăugită, Idea, Cluj-Napoca, 2005, ISBN 973-7913-45-0, 151 p.
- Introducere în filosofie, Ed. "Argonaut", Cluj-Napoca, 1995, 171 p., ed. a 2-a, cu corecturi: 1996.
- Sacru și ontofanie, Editura Polirom, Iași, 1998, p. 197
- Semn și interpretare. O introducere postmodernă în semiologie și hermeneutică, Ed. "Dacia", Cluj-Napoca, 2001, 143 p.
- Amurgul iubirii, Idea, Cluj-Napoca, 2003, ediția a II-a, 2004, ediția a III-a, 2010, 126 p. ISBN 973-7913-20-5
- Comunicare și negociere în afaceri, Risoprint, Cluj-Napoca, 2007 ISBN 978-973-751-505-6, 242 p.
- Exerciții de interpretare, DaciaXXI, Cluj-Napoca, 2011, ISBN978-606-8256-56-6, p. 281.
- Imperiul comunicării Corp, imagine și relaționare, Idea, Cluj-Napoca, 2011, ISBN 606826504-8, 105p.
- Body, Image and Relationship From Culture of Knowledge to Culture of Communication, LambertAcademic Publishing, Saarbrücken, 2013, ISBN 978-3-659-47345-6

### Traduceri
- Vilém Flusser, "Text și imagine", în: Balkon, nr. 8/sept. 2001, în: Balkon, nr. 8/sept. 2001
- Boris Groys, "Nașterea aurei. Variații pe o temă de Walter Benjamin" , în: Balkon, nr. 10/aprilie 2002
- Peter Sloterdijk, Disprețuirea maselor, Editura Idea Design & Print, Cluj, 2002
- Vilém Flusser, Pentru o filosofie a fotografiei, Editura Idea Design & Print, Cluj, 2003
- Boris Groys, Despre nou, Editura Idea Design & Print, Cluj, 2003
- Boris Groys, "Iconoclasmul ca procedeu: strategii iconoclaste în film", în Ideea artă+societate nr. 17, 2004
- Două eseuri în volumul: Boris Groys, Topologia aurei și alte eseuri, Editura Idea Design & Print,Cluj, 2007